# Romance pro křídlovku (film)
Romance pro křídlovku je český hořký poeticko-romantický film režiséra Otakara Vávry z roku 1966, natočený na námět stejnojmenné básně Františka Hrubína, který byl u tohoto snímku i spoluautorem scénáře. V hlavních rolích zde vystupuje tehdy mladičký herec Jaromír Hanzlík a slovenská herečka Zuzana Cigánová, nezapomenutelný herecký výkon zde předvedla i Miriam Kantorková. V širším kontextu československé kinematografie se jedná o poměrně vzácnou ukázku unikátního filmového díla, které je pokusem o vizuální přepis většího básnického díla (filmová báseň) spadajícího do oblasti klasické české literatury 20. století. Téměř celý děj filmu se odehrává v okolí Lešan na dolní Sázavě, kde František Hrubín prožil své mládí.

## Děj
Smutný poetický příběh o setkání mladého člověka – studenta Vojty (Jaromír Hanzlík) – jak s první velkou láskou, Terinou (Zuzana Cigánová), tak i se smrtí (Vojtův dědeček).

## Hrají
- Jaromír Hanzlík (student Vojta)
- Zuzana Cigánová (Terina)
- Štefan Kvietik (Viktor)
- Miriam Kantorková (Tonka)
- Július Vašek (Vojta – padesátiletý)
- Janusz Strachocki (Vojtův dědeček)
- Jaroslav Rozsíval (Vojtův otec)
- Jiří Štancl (Terinin otec)
- Věra Crháková (Terinina matka)